# Edvard Holm Johannesen
Edvard Holm Johannesen (Balsfjord, 1844 - Balsfjorden, 17 décembre 1901) est un explorateur et navigateur norvégien.

## Biographie
Il voyage en Arctique dès l'enfance avec son père puis explore et cartographie la mer de Kara et la Nouvelle-Zemble de 1869 à 1878, découvrant en 1878 l'Île de la Solitude. En 1870, il accomplit la circumnavigation complète de la Nouvelle-Zemble. 
En 1879, il est chargé par un homme d'affaires de récupérer l'épave du Nordenskiöld à Hokkaidō et de la ramener à Göteborg. Après avoir travaillé à un projet de route maritime arctique à Saint-Pétersbourg, il meurt dans un naufrage en 1901. Son corps n'a jamais été retrouvé.